# Brandon Yip
Brandon Yip (ur. 25 kwietnia 1985 w Maple Ridge) – kanadyjski hokeista.

## Kariera
- Ridge Meadows Flames (2001-2003)
- Coquitlam Express (2003-2005)
- Boston University Terriers (2005-2006)
- Colorado Avalanche (2009-2011)
  -  Lake Erie Monsters (2009/2010)
- Nashville Predators (2011-2013)
- Phoenix Coyotes (2013)
- Portland Pirates (2013-2014)
- Norfolk Admirals (2014-2015)
- Utah Grizzlies (2015)
- Adler Mannheim (2015-2016)
- Düsseldorfer EG (2016-2017)
- Kunlun Red Star (2017-2020)
- Jukurit (2021)
- Kunlun Red Star (2021-)

Początkowo grał w dwóch sezonach rozgrywek Pacific Junior Hockey League (PIJHL), następnie przez dwa lata British Columbia Hockey League (BCHL). W tym okresie, w drafcie NHL z 2004 został wybrany przez Colorado Avalanche. Od 2005 do 2006 występował w akademickiej drużynie Uniwersytetu Bostońskiego w lidze NCAA. W połowie 2009 został zawodnikiem Colorado Avalanche i rozpoczął występy w NHL. Rok potem przedłużył kontrakt o dwa lata. Po przeniesieniu na listę waivers w styczniu 2012 został zaangażowany przez Nashville Predators, gdzie w czerwcu tego roku prolongował umowę o rok. W połowie 2013 związał się z Phoenix Coyotes, aczkolwiek od tego czasu grał już w głównie w zespołach farmerskich w AHL i ECHL. Od września 2014 był zawodnikiem Norfolk Admirals, a od stycznia 2015 grał w barwach Utah Grizzlies, przekazany tam przez klub nadrzędny Anaheim Ducks. Wkrótce potem, na początku lutego 2015 podpisał kontrakt z niemieckim klubem Adler Mannheim, a po sezonie przedłużył umowę. W październiku 2016 przeszedł do innego niemieckiego zespołu, Düsseldorfer EG. W czerwcu 2017 został zawodnikiem chińskiej drużyny Kunlun Red Star, występującej w rosyjskich rozgrywkach KHL. W jej barwach rozegrał trzy sezony, w tym w edycji KHL (2018/2019) i KHL (2019/2020) pełnił funkcję kapitana drużyny. Na początku sezonu 2020/2021 nie występował, a pod koniec grudnia 2020 pozostawał drugim najskuteczniejszym zawodnikiem w historii chińskiego klubu (85 punktów). Na początku stycznia 2021 został zawodnikiem fińskiego klubu Jukurit. Przed sezonem 2021/2022 ponownie trafił do Kunlunu.
Jego babka była pochodzenia kantońskiego. Z uwagi na swoje chińskie pochodzenie (częściowo posiada też irlandzkie korzenie) i uzyskane obywatelstwo chińskie został uznany potencjalnym kandydatem do gry w barwach reprezentacji Chin na Zimowych Igrzyskach Olimpijskich 2022 w Pekinie. Został zgłoszony w oficjalnym składzie Chin na turniej zimowych igrzysk olimpijskich 2022, ale ostatecznie został z niego wycofany i nie wystąpił.

## Sukcesy
Klubowe
- Mistrzostwo NCAA: 2006, 2009 z Boston University Terriers
- Złoty medal mistrzostw Niemiec: 2015 z Adler Mannheim

Indywidualne
- NCAA 2005/2006: najlepszy pierwszoroczniak sezonu
- KHL (2019/2020): Mecz Gwiazd KHL
- KHL (2022/2023): 
  - Najlepszy zawodnik tygodnia - 19 października 2022[23]
  - Najlepszy napastnik miesiąca - październik 2022[24]
- KHL (2023/2024):
  - Pierwsze miejsce w klasyfikacji minut kar w sezonie zasadniczym: 89